# メタルギアシリーズにおける年表
- メタルギアシリーズ > メタルギアシリーズにおける年表

メタルギアシリーズにおける年表では、コナミ（現、コナミデジタルエンタテインメント）のアクションゲーム、メタルギアシリーズにおける架空の出来事を年表形式で掲載する。この世界の出来事は現実の時間軸に沿って展開する設定になっており、以下の年代表記は西暦である。
なお、現実に起きた出来事（史実）には※印を添付し、ゲームで映像化されている出来事には作品タイトルを添付する。

## 1770年代
1773年
- アメリカ・ボストンに住むパトリオットたちによるサンズ・オブ・リバティ結成[1]。※

## 1900年代
1909年
- 8月12日、デイビット・オウ(ゼロ)、誕生。

## 1910年代
- 三大国（アメリカ・ロシア・中華民国）による秘密組織「賢者達」発足[2]。

## 1920年代
192X年
- ザ・ボス、誕生。

## 1930年代
- 「賢者達」の最後のメンバー（ザ・ボスの父親）が死亡[3][4]。

1932年
- メディック（後のヴェノム・スネーク）、誕生[5]。

1935年
- ジョン（愛称"ジャック"。後のビッグ・ボス）、誕生[6]。

1936年
- 5月15日、EVA（後のビッグ・ママ）、誕生[3]。
- 6月22日､パラメディック（後のクラーク）、誕生[3]。

1939年
- 第二次世界大戦勃発。※[2]
- 11月11日、シギント（ドナルド・アンダーソン）、誕生[3]。

## 1940年代
1942年
- エメリッヒ博士（オタコンの祖父）、マンハッタン計画に参加[2]。
- ザ・ボス、コブラ部隊を創設[2]。
- コードトーカー、米軍の暗号表作成に協力[7]。

1944年
- 6月6日、ノルマンディー上陸作戦開始。※
- ザ・ボス、ノルマンディー上陸作戦中にアダムスカ（後のオセロット）出産、後に「賢者達」によって拉致される。

1945年
- 8月6日、広島に原爆が投下される[8]。※
- 同日、ハル・エメリッヒの父（通称"ヒューイ"）誕生。

1947年
- コブラ部隊が解散する[2]。
- マクドネル・ベネディクト・ミラー、誕生。

## 1950年代
1951年
- 11月1日、ザ・ボス、ネヴァダエリア7で核実験「BASTER DOG」(※)に参加、放射能を大量に浴びて白血病となる[2]。

1954年
- 3月1日、ジャック、マーシャル諸島クエゼリン島米軍基地駐在中にビキニ環礁での核実験「Castle Bravo」(※)に巻き込まれ、被曝。
- ジャック、ザ・ボスと出会い、弟子入りする。

1959年
- ザ・ボス、ジャックの前から忽然と姿を消す。

## 1960年代
1960年
- NSA暗号解読員2名 (ADAM、EVA) がソ連に亡命。

1961年
- ザ・ボス、米有人宇宙飛行計画「マーキュリー計画」(※)の非公式のクルーに選定されるも、着水時にロケットが大破し、半年間昏睡状態となる。
- ストレンジラブとザ・ボスが初対面する。
- ジョン・F・ケネディ大統領が「賢者達」の不満を買う[4]。

1962年
- ザ・ボス、ザ・ソローと敵同士として再会、ザ・ソローの頼みもありやむを得ず彼女はザ・ソローを射殺。
- 10月上旬、ソ連の科学者ニコライ・ステパノヴィッチ・ソコロフがCIAを通じて西側に亡命。
- 10月16日、キューバ危機発生。※
- キューバ危機後、米ソ間の密約によりソコロフがソビエト連邦へ送還される。

1963年
- ジョン・F・ケネディがリー・ハーヴェイ・オズワルドに殺害される[9]。※

1964年
- ゼロがCIA内に特殊部隊FOXを創設。同時期にXOFが発足。
- 8月24日、バーチャスミッション（『メタルギアソリッド3』）。
  - ジャックがネイキッド・スネークとしてソビエト連邦領ツェリノヤルスクに単独潜入。
- 8月30日、スネークイーター作戦（『メタルギアソリッド3』）。
  - ネイキッド・スネーク、ザ・ボスを殺害。
- ネイキッド・スネーク、ザ・ボスを殺害した功績からビッグ・ボスの称号を得る(『メタルギアソリッド3』)。
- エヴゲニー・ボリソヴィッチ・ヴォルギン、昏睡状態のままモスクワ近郊の研究施設へ移る[7]。
- コードトーカー、ジ・エンドの遺体の研究を始める[7]。
- 10月15日、フルシチョフが共産党第一書記を解任される。後任はブレジネフ、首相はコスイギン[2]。※
- 10月16日、中国がタクラマカン砂漠で原爆実験に成功[2][10]。※

1965年
- シギント（ドナルド・アンダーソン）、ARPAへ異動。ARPANETの立ち上げに関わる[2]。
- コンゴ動乱終結。※[7]

1966年
- 米政府機関、救急医療に関する調査を行う[2]。※
- アメリカ合衆国運輸省、EMT制度の立案を行う[2][11]。※

1967年
- 6月17日、中国が初めて水爆実験を実施する[7]。※

1968年
- EVA、ベトナムのハノイで一時行方不明となる[12]。

## 1970年代
1970年
- サンヒエロニモ半島事件（『メタルギアソリッド ポータブル・オプス』）。
  - コロンビア・サンヒエロニモ半島にてFOX部隊によるメタルギア強奪事件が発生（登場人物の会話において語られる）。
  - ビッグ・ボス、捕縛され、サンヒエロニモ半島の拘置所にてロイ・キャンベルと出会う。キャンベルとともにFOX部隊への反抗行動を起こすなか、敵兵士として洗脳されていたフランク・イェーガー（後のグレイ・フォックス）を自身の部隊に引き込む。さらに首謀者であるジーンを殺害、事件を鎮圧。ジーンからアーミーズ・ヘブン計画の資金を受け継ぐ。
- オセロット、CIA長官を殺害し「賢者の遺産」を奪取（『メタルギアソリッド ポータブル・オプス』）。
- ゼロ、FOX部隊を解散。「賢者の遺産」を資金に「愛国者達」を設立する[2]。
- パラメディック、シアトルで米国初のパラメディックを導入[2]。

1971年
- ビッグ・ボス、FOXHOUND設立、その後ビッグ・ボスは姿を消す[2]。

1972年
- 「恐るべき子供達計画」。ソリッド・スネーク・リキッド・スネーク誕生。
- ビッグ・ボス、マクドネル・ミラーと共に中南米にて国境なき軍隊（Militaires Sans Frontières）を創設する[13]。

1974年
- 5月18日、インドが初の核実験に成功[7]。※
- ピースウォーカー事件（『メタルギアソリッド ピースウォーカー』）[14]。

1975年
- ビッグ・ボス、パス・オルテガ・アンドラーデ、及びリカルド・バレンシアノ・リブレ（チコ）を救出するため、両者が捕らわれているキューバ米軍基地キャンプオメガに潜入（『メタルギアソリッドV グラウンド・ゼロズ』）。
- 3月16日、グラウンド・ゼロズ事件。
  - 上記救出任務においてビッグ・ボスは保護対象2名を連れ出すも、帰還に向かったカリブ海洋上に位置するマザーベースがXOFの襲撃を受けMSF（国境なき軍隊）は基地もろとも壊滅。ビッグ・ボス並びにメディック（後のヴェノム・スネーク）は重症を負い、昏睡状態になる（『メタルギアソリッドV グラウンド・ゼロズ』）。

1976年
- 「恐るべき子供達計画」破棄[7]。
- ゼロ、スカルフェイスの策略により脳障害を発症[7]。

1979年
- ソ連、アフガニスタンに侵攻[2][15]。※

## 1980年代
1980年
- ハル・エメリッヒ、誕生[12]。

1982年
- 雷電、誕生。

1984年
- 2月26日、キプロスの英軍病院にてヴェノム・スネーク（メディック）が覚醒（『メタルギアソリッドV ファントムペイン』）。
- ビッグ・ボスのファントムとしてヴェノム・スネークがミラー率いるダイヤモンド・ドッグズと合流。XOFとの戦いの末、司令官スカルフェイスを討つ（『メタルギアソリッドV ファントムペイン』）。

1980年代後半
- 南アフリカに武装要塞国家アウターヘブン誕生。

## 1990年代
1995年
- アウターヘブン蜂起
  - ソリッド・スネークがこれを鎮圧、首謀者であるビッグ・ボス（実際にはそのファントムであるヴェノム）を殺害（『メタルギア』）。

1990年代後半
- ビッグボス、中央アジアに軍事独裁国家ザンジバーランドを建国。国際世論による非難を受け、多国籍軍が軍事介入。

1999年
- 12月24日、ザンジバーランド騒乱
  - ソリッド・スネーク、首謀者であるビッグ・ボスを殺害（『メタルギア2』）。
- ビッグ・ボス、「愛国者達」によって蘇生、昏睡状態で隠匿される。

## 2000年代
2005年
- マクドネル・ミラー、シャドー・モセス島事件の3日前に殺害される。
- シャドー・モセス島事件（『メタルギアソリッド』）。
  - リボルバー・オセロット、ドナルド・アンダーソン（シギント）を殺害。
  - ソリッド・スネーク、シャドー・モセス島へ潜入。グレイ・フォックスとリキッド・スネーク、死亡。
- FOXHOUND、解体。
- ナスターシャ・ロマネンコが執筆した「シャドーモセスの真実」が出版され、ベストセラーになる。
- ジョージ・シアーズ（ソリダス・スネーク）、シャドー・モセス島事件をきっかけに大統領を辞職。

2007年
- 8月8日、マンハッタン沖タンカー沈没事件（『メタルギアソリッド2 タンカー編』）。
- 上記事件を首謀したとして、ソリッド・スネーク及びハル・エメリッヒが指名手配される。
- 海上汚染処理施設「ビッグシェル」建設。
- サニー、誕生。

2009年
- 4月29日、ビッグシェル占拠事件（『メタルギアソリッド2 プラント編』）。

  - 雷電、ソリダス・スネークを殺害。
- ソリダス、ナノマシンにより脳死状態で生かされる。

## 2010年代
2014年
- ガンズ・オブ・ザ・パトリオット事件（『メタルギアソリッド4』）。
  - ソリッド・スネーク、オールド・スネークとしてリキッド・オセロットの暗殺に赴く。
  - リキッド・オセロット、脳死状態にされていたソリダス・スネークを殺害。ビッグ・ママ（EVA）死去。
  - リキッド・オセロットによりSOPシステムが乗っ取られ、SOPシステムを採用しているPMCが壊滅。
  - 「愛国者達」、「G・W」を含む4つ全てのAIが破壊。
  - リキッド・オセロット、オールド・スネークとの戦いの末、死去。
- デイビッド・オウ、ビッグ・ボス、死去（『メタルギアソリッド4』）。
- ボリス・ヴャチェスラヴォヴィチ・ポポフによってアメリカネバダ州に、民間軍事警備会社（PMSCs）マヴェリック・セキュリティ・コンサルティングIncが設立される。

2015年
- アンドレイ・ドルザエフによるロシア地下鉄爆破テロ事件。

2017年
- アンドレイ・ドルザエフによるグルジアでの連続テロ事件。

2018年
- アフリカ新興国・ンマニ首相のサイボーグ武装勢力による殺害事件。
  - マヴェリック社所属の首相護衛であった雷電はサムエル・ホドリゲス及びサンダウナーらと交戦するも負傷を被り、防衛を破られる（『メタルギア ライジング リベンジェンス』）。
- アンドレイ・ドルザエフによるアブハジア首都占拠事件。
  - マヴェリック社は首都奪還の業務を受注。雷電、新型サイボーグボディでアブハジアに赴き、対テロ任務に就く。アンドレイが自爆したことにより辛くも鎮圧に成功する（『メタルギア ライジング リベンジェンス』）。
- アメリカ合衆国大統領襲撃未遂事件。パキスタンのシャバッザバード基地が壊滅状態となる。
- 雷電、一連の犯罪に関与していたデスペラード社の幹部、および一味のサムエル、黒幕であったコロラド州上院議員のスティーブン・アームストロングを殺害（『メタルギア ライジング リベンジェンス』）。
- 雷電、マヴェリック社を退社。